# AWS (band)
Dit overzicht is mogelijk incompleet; u kunt helpen door het uit te breiden.
AWS is een Hongaarse band in het genre metal en posthardcore. 

## Biografie
AWS, afkorting van 'Ants With Slippers', werd in 2006 opgericht, in de schooltijd van de bandleden. Begin 2018 nam de band deel aan A Dal, de Hongaarse preselectie voor het Eurovisiesongfestival, waar de Hongaren massaal op de band stemden. Met het nummer Viszlát nyár (dat "Vaarwel Zomer" betekent) won AWS de finale, waardoor het Hongarije mocht vertegenwoordigen op het Eurovisiesongfestival 2018, dat werd gehouden in de Portugese hoofdstad Lissabon. In de finale op 12 mei 2018 eindigden de vijf musici als 21e. 
Leadsinger Örs Siklósi werd in juni 2020 gediagnosticeerd met leukemie. Hij overleed aan de gevolgen hiervan op 5 februari 2021 op 29-jarige leeftijd.
1994: Friderika Bayer · 
1995: Csaba Szigeti · 
1997: VIP · 
1998: Charlie · 
2005: NOX · 
2007: Magdi Rúzsa · 
2008: Csézy · 
2009: Zoli Ádok · 
2011: Kati Wolf · 
2012: Compact Disco · 
2013: ByeAlex · 
2014: András Kállay-Saunders · 
2015: Boggie · 
2016: Freddie · 
2017: Joci Pápai · 
2018: AWS · 
2019: Joci Pápai